# Federación de Organizaciones Nucleadas de la Agricultura Familiar
La Federación de Organizaciones Nucleadas de la Agricultura Familiar es una organización que reúne casi 900 organizaciones de la República Argentina que asocian a unas 180 mil familias de productores agrícolas, ganaderos, pesqueros, forestales, de producción agroindustrial y artesanal, a recolectores, mineros artesanales y trabajadores del turismo rural y cuya misión es el desarrollo rural con equidad e inclusión social.

## Propuestas
Entre sus propuestas figuran una reforma que reconozca "la función social de la tierra y su valor como fuente de la soberanía alimentaria y territorial", proteja "el medioambiente y la biodiversidad" y distribuya "con equidad el uso de la tierra y la apropiación de la renta".
También propone "limitar la concentración y extranjerización, frenar desalojos a familias de agricultores familiares y respetar los derechos de Pueblos Originarios".Siguiendo en esa línea considera imperioso "facilitar el acceso a recursos financieros para la producción y acompañar el posicionamiento de los productos de la Agricultura Familiar (producción artesanal,socialmente justa,sustentable,natural,etc) para su comercialización mediante un régimen de exención y promoción profundizando la asistencia técnica y la investigación tecnológica y capacitando a los agricultores familiares para optimizar las producciones tradicionales de cada zona del país".

## Estrategias
- Diálogo permanente y Gestión en la SAGPyA, en el Congreso Nacional y ante los gobiernos provinciales.
- Creación de una Subsecretaría de Desarrollo Rural para la AF dentro de la SAGPyA.
- Creación e implementación, a través de las organizaciones, del Registro Nacional de Agricultores Familiares (RENAF).
- Gestión para la puesta en funcionamiento del Plan Estratégico propuesto por las organizaciones que integran el Foro.
- Participación activa en la Reunión Especializada de Agricultura Familiar del MERCOSUR (REAF).
- Consolidación de los Foros Provinciales de Agricultura Familiar (FoPAFs).
- Implementación de un Programa de Fortalecimiento del Foro y de las Organizaciones que lo integran.
- Acciones para frenar la concentración y extranjerización de la tierra y el avasallamiento a los derechos de los campesinos y pueblos originarios.
- Concientización y sensibilización a la ciudadanía sobre la necesidad de cambio en el modelo de desarrollo agrario, como base para lograr una vida digna para todos.

### Autoridades[3]
Miguel Fernández - Presidente
Ángel Machuca - Vicepresidente
Salvador María Torres - Secretario
Osmar Díaz - Prosecretario
Roberto Rodríguez - Tesorero
Oscar Maimo, Cecilia Celina Bustos, Ricardo Sirotiuk - Vocales
Alfredo Riera - Revisor de Cuentas

## Página oficial
- Federación de Organizaciones Nucleadas de la Agricultura Familiar